# Ferdinand Deppe
Ferdinand Deppe (* 1794 - 1861) fue un pintor, naturalista, explorador, botánico alemán. 
Era hermano menor de Wilhelm Deppe, contador del Museo de Zoología de Berlín. Trabaja de jardinero para los Jardines Reales. Con la dirección del museo zoológico, de Hinrich Lichtenstein (1780-1857), recomienda al joven Deppe al conde von Sack, chamberlán del rey de Prusia, que aprovechando la apertura de México a los visitantes extranjeros, organiza y conduce una expedición. 
Deppe se forma en la preparación y conservación de aves y de mamíferos. Estudia botánica, zoología, geografía del continente americano, y domina el diseño y la pintura, así como el inglés y el castellano. Mientras tanto el conde arma su expedición durante tres años, y probablemente bajo la presión de Deppe que finalmente se decide a marchar. Los dos hombres, acompañados por los auxiliares del conde, arriban a Londres el 23 de agosto de 1824. Deppe visita el British Museum y juzga la parte zoológica inferior al museo de Berlín, y analiza la exposición de William Bullock (v. 1773-1849) y la obra de Benjamin Leadbeater (1760-1837) donde puede observar a los primeros pájaros mexicanos.
La tropa deja Inglaterra el 8 de octubre a bordo de un navío con destino de Barbados. Arriban a Alvarado, Veracruz, a mediados de diciembre de 1824. A poco de llegar, el valet del conde muere de fiebre amarilla. A partir de ese momento, la correspondencia y el diario de Deppe no hacen más mención del conde que deja el país en el otoño de 1825 y muere en Berlín tres añs más tarde. 
Deppe continua solo su exploración a través de México durante tres años, y durante la última parte de su periplo lo hace con el hijo de William Bullock. Deppe realiza las primeras recolecciones científicas de aves de México, con una colección de 958 pájaros representantes de 315 especies, y especímenes de reptiles, anfibios, peces, moluscos, millares de insectos, sin contar muy numerosa flora. Todo queda en el Museo de Berlín.
Aunque a punto de obtener un puesto en una de las instituciones científicas de Berlín, Deppe decide volver a México, en compañía de su amigo y botánico Christian Julius Wilhelm Schiede (1798-1836). Ellos esperaban poder vivir de la venta de especímenes a los museos o a comerciantes de historia natural. Se instalan en julio de 1828 en Jalapa, expedicionando en la vecindad. Mas nadie les quiere pagar lo que ellos consideran justo precio, llegando a la bancarrota. Wilhelm Deppe publica en Berlín pequeños anuncios de venta de especímenes de historia natural proveniente de México. Pero ni siquiera así obtienen rédito y abandonan la empresa. Deppe trabaja ahora para comerciantes de Acapulco y de Monterrey y viaja a través del país. Sumido en la miseria, vuelve a Alemania en 1836 con una rica colección no solo de México sino de California y de Hawái. Mas es de nuevo incapaz de poder ofrecerse en relación con sus competencias y muere en la miseria.
Sus especímenes ornitológicos no son descritos por Hinrich Lichtenstein, que se contenta con ponerles un nombre vulgar. Son otros autores científicos, visitantes del museo de Berlín, que estudian esas especies : William Swainson (1789-1855), Johann Georg Wagler (1800-1832), Charles Lucien Bonaparte (1803-1857), John Gould (1804-1881), Heinrich Gustav Reichenbach (1823-1889), Hermann Schlegel (1804-1884) y Philip Lutley Sclater (1829-1913). Y es en definitiva Jean Louis Cabanis (1816-1906) quien, sucediendo a H. Lichtenstein en 1857 asegura la mayor gran parte de las determinaciones.
- La abreviatura «Deppe» se emplea para indicar a Ferdinand Deppe como autoridad en la descripción y clasificación científica de los vegetales.[1]

## Abreviatura (zoología)
La abreviatura Deppe  se emplea para indicar a Ferdinand Deppe como autoridad en la descripción y taxonomía en zoología.

## Fuente
- Erwin Stresemann (1954). Viajes de Ferdinand Deep en México, 1824-1829, The Condor, 56 : 86-92.En línea

- Carl Nicolaus Röding. Columbus: amerikanische Miscellen. Vol. 1, Hamburgo 1826, Neuester Reisebericht aus Mexico. Nach den Mitteilungen des Herrn Professor Lichtenstein zu Berlin, pp. 280-318

- Ulf Bankmann. Zwischen Pazifik und Lietzensee - Ferdinand Deppe, Gärtner und Sammler für die Berliner Museen. In: Mitteilungen des Vereins für die Geschichte Berlins, 1995 (1999), 4, pp. 566-579